# Jonathan Ngwem
Jonathan Joseph Ngwem (20 de julho de 1991) é um futebolista camaronês que atua como zagueiro. Atualmente, defende o Progresso do Sambizanga.

## Carreira
Jonathan Ngwem representou o elenco da Seleção Camaronesa de Futebol no Campeonato Africano das Nações de 2017.